# Stembandpoliep
Een stembandpoliep is een goedaardige afwijking (poliep) op de stemband die heesheid veroorzaakt.
Meestal ontstaat een stembandpoliep als gevolg van beschadiging van het slijmvlies van de stemband waarna door het voortdurende trillen van de stemband tijdens het spreken wild vlees ontstaat. Uit dit wild vlees vormt zich uiteindelijk een poliep. Deze poliep belemmert de sluiting van de stembanden, zodat valse lucht ontsnapt. Dit wordt als hees ervaren.
De meeste stembandpoliepen verdwijnen niet spontaan, en ook niet door logopedie. Alleen wanneer een poliep te veel klachten geeft moet deze worden geopereerd. Dit gebeurt door een kno-arts door middel van microlarynxchirurgie onder narcose.  